# Saint-Point-Lac
Saint-Point-Lac ist eine französische Gemeinde mit 305 Einwohnern (Stand: 1. Januar 2022) im Département Doubs in der Region Bourgogne-Franche-Comté.

## Geographie
Saint-Point-Lac liegt auf 859 m über dem Meeresspiegel, etwa elf Kilometer südsüdwestlich der Stadt Pontarlier (Luftlinie). Das Dorf erstreckt sich im Jura, im Haut-Doubs, an leicht erhöhter Lage am Westufer des Lac de Saint-Point, am Fuß des Höhenrückens des Bois du Chablay.
Die Fläche des 4,52 km² großen Gemeindegebiets umfasst einen Abschnitt des französischen Juras. Die östliche Grenze verläuft entlang dem meist flachen Ufer des Lac de Saint-Point und reicht nach Süden bis zur Einmündung des Doubs im Bereich einer flachen vermoorten Talebene. Vom Seeufer erstreckt sich das Gemeindeareal westwärts über den Hang von Saint-Point-Lac bis auf den angrenzenden, überwiegend bewaldeten Höhenrücken (Bois du Lac und Bois du Chablay). Auf diesem breiten Kamm wird mit 981 m die höchste Erhebung von Saint-Point-Lac erreicht.
Nachbargemeinden von Saint-Point-Lac sind Les Grangettes im Norden, Montperreux und Malbuisson im Osten, Labergement-Sainte-Marie im Süden sowie Malpas im Westen.

## Geschichte
Der Ursprung der Ortschaft geht auf ein im 12. Jahrhundert gegründetes Benediktinerpriorat zurück. Die Mönche machten die Gegend urbar und legten so den Grundstein für die Besiedlung. Zusammen mit der Franche-Comté gelangte Saint-Point mit dem Frieden von Nimwegen 1678 an Frankreich. Um eine Verwechslung mit anderen gleichnamigen Ortschaften zu vermeiden, wurde Saint-Point 1923 offiziell in Saint-Point-Lac umbenannt. Heute ist Saint-Point-Lac Mitglied des Gemeindeverbandes Lacs et Montagnes du Haut-Doubs.

## Sehenswürdigkeiten
Die Dorfkirche von Saint-Point-Lac wurde im 12. Jahrhundert errichtet.

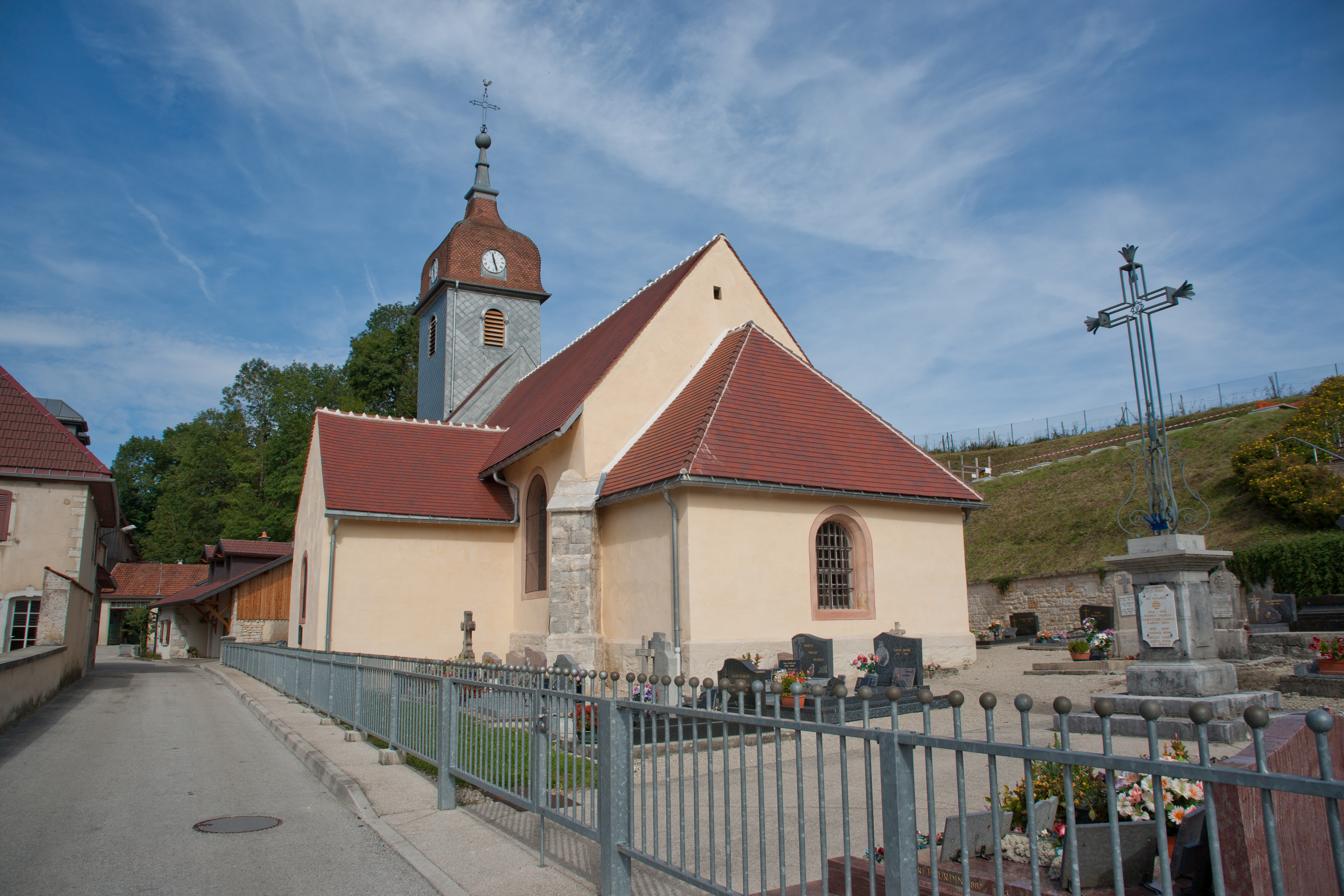
Kirche Saint-Point

## Bevölkerung
| Jahr                       | 1962 | 1968 | 1975 | 1982 | 1990 | 1999 | 2006 | 2016 |
| Einwohner                  | 118  | 96   | 102  | 98   | 134  | 190  | 251  | 281  |
| Quellen: Cassini und INSEE |      |      |      |      |      |      |      |      |

Mit 305 Einwohnern (1. Januar 2022) gehört Saint-Point-Lac zu den kleinen Gemeinden des Départements Doubs. Nachdem die Einwohnerzahl in der ersten Hälfte des 20. Jahrhunderts stets im Bereich von rund 90 Personen gelegen hatte, wurde seit Beginn der 1980er Jahre dank der attraktiven Wohnlage ein markantes Bevölkerungswachstum verzeichnet.

## Wirtschaft und Infrastruktur
Saint-Point-Lac war lange Zeit ein vorwiegend durch die Landwirtschaft, insbesondere Milchwirtschaft und Viehzucht, sowie durch die Forstwirtschaft geprägtes Dorf. Daneben gibt es heute einige Betriebe des lokalen Kleingewerbes, unter anderem eine Käserei und Geschäfte des Einzelhandels. Mittlerweile hat sich das Dorf auch zu einer Wohngemeinde gewandelt. Viele Erwerbstätige sind Wegpendler, die in den größeren Ortschaften der Umgebung ihrer Arbeit nachgehen.
Als Erholungsort in einem beliebten Ausflugsgebiet im Hochjura profitiert Saint-Point-Lac heute auch vom Tourismus. Die Gemeinde ist hauptsächlich auf den Sommertourismus ausgerichtet und besitzt einen Bootshafen, einen Campingplatz und verschiedene Möglichkeiten, Wassersport zu betreiben.
Die Ortschaft liegt abseits der größeren Durchgangsstraßen an einer Departementsstraße, die entlang dem linken Ufer des Lac de Saint-Point führt. Eine weitere Straßenverbindung besteht mit Malpas.